# …And Justice for All
…And Justice for All je čtvrté studiové album americké thrash metalové skupiny Metallica. Na albu se poprvé objevuje nový baskytarista Jason Newsted, stejně jako i první album bez původního baskytaristy Cliffa Burtona, kvůli jeho smrti v září 1986. Na obalu je vpředu rozbitá a svázaná socha Paní Spravedlnosti, s jednou z vah naplněných dolary a se slovy '…And Justice for All' (Spravedlnost pro všechny) po pravé straně. Název je odvozen z posledních slov americké přísahy vlajce.

## Historie
Jako poslední album velké trilogie alb Metallicy, mezi které patří ještě Ride the Lightning (1984) a Master of Puppets (1986), je toto největší hudební komplex klasických thrash metalových album kapely 80. let. Pro mnoho fanoušků a hudebních kritiků je toto album konečný produkt vývoje Metallicy a thrash metalového stylu. Tak jako na předcházejících albech, texty na …And Justice for All rozebírají politiku a sociální problémy. Textař James Hetfield je více přímý ve svých názorech než kdykoliv předtím, ale i oproti jeho agresivnímu stylu zpěvu, texty se odvolávají na přímou konfrontaci nebo na prosby po revoluční změně.
V …And Justice for All pokračuje vývoj struktury skladeb tak charakteristických pro thrash metal. Tak jako na Master of Puppets jsou skladby na tomto albu dlouhé a mají mnoho různých, jedinečných riffů, částečně během středních částí skladeb. Produkce tohoto alba představuje důležitý vývoj v historii metalu pro svou jedinečnou atmosféru. Larsovy kopáky "neduní", ale namísto toho "klikají" (zvýšením frekvence a používáním mince (novozélandská 50 centová mince přilepená na kopák a když na ní udeří šlapka, tak vznikne "Metallica click;" vznikne zvuk ale rychle se poškodí blána na bubnu). Jedna z nejznámějších Jamesových a Larsových kontroverzí je s basákem Jasonem Newstedem a to, že albu skoro chybí basový zvuk. Standardní vysvětlení je to, že Jason chyběl při mixovaní alba (kde mohl vyjádřit svůj názor), další možností je jeho „novosť“ v kapele po tragické smrti Cliffa v září 1986, ale nejpravděpodobněji Lars Ulrich, jakožto "zvukový leader" Metallicy společně s Jamesem Hetfieldem, si prosadil konkrétní zvuk bicích, který bohužel nepříjemně rezonoval s basovými linkami, tudíž byl zvuk basy nucený k utlumení.
Kapela se vyjádřila pro svůj klubový magazín SO WHAT!, že by chtěli zremixovat celé album, protože bicí a kytary úplně přehlušují baskytaru. Někteří lidi si myslí, že to bylo proto, že Jason byl v kapele nový a oni ho chtěli frustrovat, ale mnoho lidí, mezi nimi i sám Jason, se vyjádřili, že je to kvůli kopírovaní kytarových linek basovými.
Album bylo v roce 1989 nominováno na cenu Grammy za nejlepší Hard Rock/Metalové album, ale kontroverzně prohrálo s albem Crest of a Knave od Jethro Tull.
"One" byl první hudební videoklip Metallicy a vyvolal kontroverzní reakce mezi fanoušky, kteří si vážili postoj kapely proti MTV a jiným formám komercializace metalu.
Když bylo album znovu vydáno po Grammy fiasku, na obalu byla nálepka na které stálo "Grammy Winners for Best HardRock/HeavyMetal of 1989" (Vítězové Grammy za Hard Rock/Heavy Metal roku 1989) ale slovo vítězí bylo přeškrtnuto a nahrazené slovem "LOSERS" (Poražení).

## Živá vystoupení
Struktury skladeb na …And Justice for All byly tak komplexní, že kapela samotná měla nějaké problémy odehrát přesně své skladby na koncertech během Damaged Justice Tour. Kapela prohlásila, že právě tyto těžkosti byly hlavní důvod pro relativně lehčí strukturování skladeb na jejich dalším albu Metallica. Kirk řekl: "Jednoho dne, potom co jsme zahráli 'Justice' a odešli z pódia, někdo z nás řekl, 'už tu písničku nebudeme kurva nikdy hrát'"
Naproti tomu, se skladba "One" rychle stala permanentní součástí na koncertech, odkdy bylo album vydáno.
"The Frayed Ends of Sanity" byla na dlouhou dobu poslední skladbou, která nebyla při koncertech odehrána. Kapela hrála jen určité části během sól a jamů. V květnu 2014 ji poprvé představili v celém svém rozsahu.
Během turné 2003-2004 Madly in Anger with the World Tour, se mnoho skladeb z alba začalo znovu objevovat na koncertech, dokonce byl i debut "Dyers Eve".
Na koncertu pro fanoušky a přátele skupiny pořádaném v rámci oslav 30. výročí založení skupiny 7. prosince 2011 v San Franciscu si svoji koncertní premiéru odbyla po více než 20 letech od vydání alba i instrumentální skladba To Live is to Die. Na té se podílel Cliff Burton ještě za svého života.

## Zajímavosti
Japonská verze alba obsahuje coververzi skladby „The Prince“ od kapely Diamond Head, která se hudebně nehodila na album a později se objevila na albu Garage Inc.

## Seznam skladeb
Texty napsal James Hetfield, pokun není uvedeno jinak.
| Pořadí         | Název                     | Hudba                                      | Text           | Délka |
| -------------- | ------------------------- | ------------------------------------------ | -------------- | ----- |
| 1.             | Blackened                 | James Hetfield, Lars Ulrich, Jason Newsted |                | 6:41  |
| 2.             | …And Justice for All      | Hetfield, Ulrich, Kirk Hammett             |                | 9:46  |
| 3.             | Eye of the Beholder       | Hetfield, Ulrich, Hammett                  |                | 6:29  |
| 4.             | One                       | Hetfield, Ulrich                           |                | 7:24  |
| 5.             | The Shortest Straw        | Hetfield, Ulrich                           |                | 6:35  |
| 6.             | Harvester of Sorrow       | Hetfield, Ulrich                           |                | 5:45  |
| 7.             | The Frayed Ends of Sanity | Hetfield, Ulrich, Hammett                  |                | 7:41  |
| 8.             | To Live Is to Die         | Hetfield, Ulrich, Burton                   | Burton         | 9:49  |
| 9.             | Dyers Eve                 | Hetfield, Ulrich, Hammett                  |                | 5:13  |
| Celková délka: | Celková délka:            | Celková délka:                             | Celková délka: | 65:25 |

| Japonská verze | Japonská verze                               | Japonská verze            | Japonská verze |
| Pořadí         | Název                                        | Autor                     | Délka          |
| -------------- | -------------------------------------------- | ------------------------- | -------------- |
| 10.            | The Prince (Původně od skupiny Diamond Head) | Sean Harris, Brian Tatler | 4:26           |
| Celková délka: | Celková délka:                               | Celková délka:            | 69:51          |

## Sestava
- James Hetfield – kytara, zpěv
- Lars Ulrich – bicí
- Kirk Hammett – kytara
- Jason Newsted – baskytara

## Singly
- One –1988
- Harvester of Sorrow – 1988 (Velká Británie)

## Žebříčkové umístění

### Album
| Rok  | Žebříček          | Místo |
| ---- | ----------------- | ----- |
| 1988 | The Billboard 200 | #6    |
| 1988 | UK Albums Chart   | #4    |

### Singly
| Rok  | Skladba               | Žebříček          | Místo |
| ---- | --------------------- | ----------------- | ----- |
| 1988 | "Harvester of Sorrow" | UK Singles Chart  | #20   |
| 1989 | "One"                 | Billboard Hot 100 | #35   |
| 1989 | "One"                 | UK Singles Chart  | #13   |